# Gustaf Svensson i Tomelilla
Gustaf Svensson (i riksdagen kallad Svensson i Tomelilla), född 8 juli 1865 i Södra Sandby, död 7 mars 1956 i Tomelilla, var en svensk veterinär och politiker (liberal).
Gustaf Svensson, som var son till en ladugårdsförman, tog veterinärexamen 1892 och praktiserade därefter på olika håll i Skåne, från 1895 i Tomelilla. Mellan 1908 och 1930 var han förste besiktningsveterinär. Han var kommunalstämmans ordförande i Tryde 1914-1920 och ordförande i Tomelilla municipalfullmäktige 1920-1923. I Tomelilla hade han också ledande uppdrag i lokala sparbanker och folkhögskolor.
Han var riksdagsledamot i första kammaren för Kristianstads läns valkrets vid urtima riksmötet 1914. I riksdagen tillhörde han, som kandidat för Frisinnade landsföreningen, Liberala samlingspartiet.